# Soulcalibur
Soulcalibur es la segunda parte de la saga de videojuegos de lucha con armas blancas Soulcalibur, desarrollada por la compañía Namco. Consta de 6 capítulos (cinco con el nombre Soulcalibur) en su arco argumental principal, desde su nacimiento con Soul Edge en 1995, hasta el más reciente Soulcalibur VI, lanzado en 2018. En 1998 se lanzó el juego Soulcalibur para la placa de arcade Namco System 12, denominación que quedaría desde entonces como título para la saga.
La nomenclatura de la saga tiene como origen las espadas gemelas Soul Edge y Soulcalibur, que encarnan, respectivamente, al mal y al bien, y que someten la voluntad de aquel que las empuñe, dándole un poder tal que solo una es capaz de neutralizar a la otra.

## Juego
Originalmente, Namco había planeado descartar la mayoría del elenco original para introducir nuevos personajes que, si bien poseían en su mayoría nuevas armas, utilizarían los mismos movimientos que los originales. Finalmente se optó por introducir a todos los personajes originales salvo a dos: Li Long y Seong Han Myong. Los personajes Mitsurugi, Voldo, Taki y Sophitia serían seleccionables desde el inicio, mientras que el resto pasarían a ser activables por tiempo: mientras más tiempo pasaba, un nuevo personaje era activado.
El elenco total de personajes ascendió a 19, aunque muchos de los nuevos personajes compartían casi la misma cantidad de movimientos que los antiguos. Por ejemplo, Kilik poseía prácticamente las mismas técnicas que Seung Mina, sin importar que ambos usaran distintas armas.
Además de mejoras gráficas, el juego contó con un sistema de juego completamente renovado, muy diferente al del original Soul Edge. Los personajes contarían con una mayor cantidad de ataques y con un mejor control y flexibilidad. Las arenas también serían retrabajadas con variadas formas, ya que en el original eran todas de forma cuadrada.
El arcade no fue tan popular como Namco había esperado, pero su versión para la Dreamcast se convirtió en un éxito masivo, recordado y considerado por los veteranos de la serie como el punto más alto de la franquicia. La versión realizada para Dreamcast cuenta con nuevos modos, una notable mejora gráfica, mejoras en los personajes y la inclusión de uno de los 2 personajes originales descartados, Cervantes de León, y la posibilidad de desbloquear al jefe final, Inferno.

## Argumento
Situado 3 años tras la historia del juego original, Soulcalibur se inicia con un recuento de los eventos finales del mismo.
El dueño original de Soul Edge, Cervantes, permaneció invencible hasta que confrontó a la enviada de Hefesto, Sophitia. Durante el feroz combate, Sophitia logra destruir la espada corta de Soul Edge, pero es herida por los pedazos de la misma. Antes que Cervantes pudiera matarla, Taki irrumpe y, tras combatir, logra eliminar al pirata. Creyéndolo muerto, Taki se retira con la inconsciente Sophitia, pero en ese instante Siegfried llega al puerto. Soul Edge se enfrenta a Siegfried Schtauffen usando el cadáver de Cervantes, pero es derrotado. Siegfried toma la espada y libera su energía en una gran columna de luz (Evil Seed) que esparce su maldad en toda la tierra.
Tres años después, Siegfried es completamente poseído y, ahora llamado Nightmare, inicia una matanza en Europa para poder restaurar Soul Edge. Muchos guerreros, atraídos por los ataques de Nightmare, parten en su busca para poder tomar Soul Edge para ellos, o para destruir la espada definitivamente.

## Personajes
Un total de 10 nuevos personajes fueron incluidos en Soulcalibur:
- Kilik: Un huérfano criado en el templo Ling-Sheng en China. El Evil Seed liberado por Soul Edge poseyó a todos los monjes y los inició en una matanza. Kilik fue salvado por Xianglian, a quien consideraba su hermana, pero se vio forzado a matarla cuando ella fue poseída. Salvado por Edge Master, Kilik se embarca en una misión para destruir Soul Edge y purificar el mal que posee en su cuerpo. Su arma es un bastón largo y su estilo es similar al de Seung Mina.
- Maxi: Un pirata de Ryukyu (actualmente Okinawa, Japón), cuyo barco fue atacado por Astaroth. Toda su tripulación, incluido su hermano Kyam, fueron asesinados y Maxi juró en sus tumbas asesinar al monstruo como venganza. Su arma es un nunchaku, y su estilo está fuertemente basado en el que posiblemente Li Long hubiera usado.
- Chai Xianghua: Una agente del Imperio Ming (China) enviada a buscar Soul Edge por órdenes imperiales. Ella se une a Kilik y Maxi en su aventura (En la historia, finalmente es ella quien combate a la Soul Edge, con Soulcalibur). Su arma es una espada china o Jian y su estilo está basado en el de Hwang.
- Astaroth: Un golem de cera creado por el culto hereje Fygul Cystemus bajo órdenes del dios de la guerra Ares. Astaroth ayuda a Nightmare a completar Soul Edge, pero planea robarla para su amo. Usa como arma un hacha gigante, y su estilo está basado en el de Rock.
- Yoshimitsu: Basado en el Yoshimitsu de la otra franquicia de Namco, Tekken, éste es un Yoshimitsu completamente diferente. Miembro de un clan ninja asesinado por Oda Nobunaga, Yoshimitsu busca Soul Edge para poder conseguir su venganza. Usa como arma una katana junto a un sashimono (banderín), y su estilo está inspirado en su versión Tekken 3.
- Isabella Valentine (Ivy): Hija adoptiva (su padre biológico es Cervantes de León) de un barón español, de origen valenciano, que gastó su fortuna y salud buscando Soul Edge. Ella descubre la naturaleza malvada de la espada y decide destruirla por sus padres. Se une a Nightmare, quien le otorgó vida a su espada, sin saber que es el dueño de Soul Edge. Su arma es una espada segmentada que puede adoptar una forma de látigo, llamada Snake Sword o espada serpiente.
- Nightmare: Actual poseedor de Soul Edge. Nightmare es el alter ego de Siegfried, poseído por la espada en busca de almas para recuperar su poder. Su arma es Soul Edge, que adoptó la forma de una gran espada (Zweihander) y su estilo está basado en el de Siegfried.
- Lizardman (secreto): Un antiguo enviado de Hephaestus convertido en hombre lagarto por el mismo culto que creó a Astaroth. Apoya al golem ayudando a Nightmare a restaurar Soul Edge. Su arma y estilo son similares a los de Sophitia.
- Edge Master (secreto): Un misterioso ermitaño que parece conocer sobre Soul Edge, Soulcalibur y su pasado. Vive en una montaña cerca del templo Ling Sheng y rehúsa a hablar sobre su pasado. Entrenó a Kilik para luego enviarlo a destruir Soul Edge. Puede utilizar versiones únicas de todas las armas del juego al azar.
- Inferno (jefe final): El espíritu de Soul Edge, que aparece cuando la espada está en peligro de ser destruida. Originalmente conocido como SoulEdge en el juego original. Solo jugable en la versión para Dreamcast. Como Edge Master, Inferno puede usar cualquier arma del elenco al azar, pero, a diferencia de Edge Master, posee 3 golpes exclusivos que solo él puede realizar. En la secuencia de presentación de Inferno, previo el combate final, sus extremidades presentan un color distinto dependiendo del personaje con el que estemos jugando .

El elenco se completa con 9 personajes que regresan del original: Mitsurugi, Taki, Voldo y Sophitia activados desde el comienzo; y Hwang, Rock, Seung Mina, Siegfried y Cervantes como secretos, este último solo en la versión para Dreamcast.
Existe además un personaje extra, Arthur, que fue utilizado en las versiones de países que prohíben referencias a los samuráis, como reemplazo de Mitsurugi. Arthur es básicamente Mitsurugi con pelo rubio y un parche en el ojo; sus trajes, arma, estilo y endings son los mismos que Mitsurugi también. Su historia es distinta, ya que es un huérfano que vive en Japón y busca Soul Edge para ganar el respeto y aceptación para él y su familia.

## Jugabilidad
Soulcalibur presenta un sistema de combate completamente distinto al de su antecesor, Soul Edge. El cambio más importante fue el que se denomina 8-Way Run o Movimiento multidireccional, que permite al jugador desplazarse por el escenario en cualquiera de las 8 direcciones posibles, otorgándole al juego mayor dinamismo y jugabilidad. El juego original permitía movimientos en 2 direcciones (atrás y adelante), además de la posibilidad de moverse a los costados (movimiento conocido como Sidestep o movimiento de costado) por medio del direccional "abajo". También fue cambiada la capacidad de saltar del juego, que originalmente permitía pasar por arriba del rival y fue reducido a un salto de escasas dimensiones.
La opción para desarmar al contrincante fue descartada, y en su lugar se introdujo el Soul Charge o carga de alma, que permitía cambiar las propiedades de ciertos ataques una vez realizado. El Guard Impact (Impacto defensivo) fue expandido y ampliado con distintas acciones de acuerdo a la altura del ataque.
Movimientos como los Critical Edge (combos automáticos iniciados por medio de combinación de botones) y el enganche de armas fue reemplazado por una variedad de propiedades como Guard Break (movimientos que rompían la defensa), Attack Throws (ataques que se convierten en agarres) y mayor variedad de agarres.
La tercera entrega de la saga (Soulcalibur III) se mantiene en la línea de juego rápido aunque muy técnico de sus anteriores entregas y un apartado gráfico espectacular. Soulcalibur 3 a pesar de sus muchas bondades levantó ampollas por los muchos cambios de movimientos que se introdujeron en los personajes a fin de equilibrarlos.
La cuarta entrega de la saga (Soulcalibur IV) conserva la sensación de los anteriores, pero la velocidad de juego se redujo considerablemente. Esto benefició el poder bloquear movimientos difíciles en desmedro de lo técnico del juego, ya que se quitaron muchos movimientos cancelables, sidestep rápidos y el Soul Charge, que tenía la propiedad de hacer ciertos movimientos bloqueables, pero que rompían la guardia del oponente por un par de segundos. La disminución de la velocidad solo ayudó al juego en línea, cualidad de la mayoría de juegos de la séptima generación de consolas (Xbox 360 - PS3 - Wii). Este juego fue lanzado de forma simultánea para Xbox 360 y para Playstation 3.

### Detalles de la versión de Dreamcast
La versión para Dreamcast contó con varios agregados que el Arcade no poseía:
- Modos de juego nuevos incluyen Arcade (peleas una tras otra que concluyen con el final del personaje seleccionado), Versus (para 2 jugadores), Survival (Supervivencia con 1 barra de salud), Time Trial (Arcade contrarreloj) y Training (entrenamiento).
- Un modo "Misiones" similar al Edge Master Mode del original, que poseía varias misiones con distintos objetivos a cumplir que, una vez completados, entregaban puntos que luego se usaban para comprar dibujos, fanart (dibujos hechos por fanes), katas (videos del personaje demostrando su habilidad), etc. Había 3 niveles de dificultad seleccionables y algunas misiones secretas.
- Un modo "Museo" donde se pueden apreciar los dibujos desbloqueados, descripción de personajes, galería de finales, demostración y el Battle Theater, que permite observar batallas entre personajes controlados por la computadora.
- Un tercer traje seleccionable para Xianghua, Voldo, Siegfried, Maxi y Sophitia. Además la opción de usar trajes "metálicos" para todos los personajes (este último en reemplazo de la función de "transparencia" en el arcade).
- Los personajes hablan en japonés y el juego posee subtítulos en inglés, español, francés, italiano, alemán y japonés.
- Si bien la opción de distintas armas para cada personaje fue descartada, estos poseen 2 versiones alternativas de su única arma principal; además de la posibilidad de usar el arma de Edge Master correspondiente con su estilo.

## Recepción

### Crítica
El juego recibió la aclamación de la crítica universal, obteniendo puntajes perfectos de 10/10 en GameSpot e IGN, y siendo el segundo juego en obtener un 40/40 perfecto de la revista japonesa de juegos Famitsu (el primero fue The Legend of Zelda: Ocarina of Time). A partir de 2017, el sitio web de reseñas de juegos, GameRankings, tiene la versión de Dreamcast clasificada como la séptima mejor reseñada de todos los tiempos, además de ser el título de mayor puntuación en el género de los juegos de lucha.
La versión de Dreamcast de Soulcalibur también tiene una puntuación de 98, lo que la convierte en uno de los videojuegos mejor valorados de todos los tiempos en todas las consolas y plataformas, en Metacritic]].

### Ventas
La versión Dreamcast de Soulcalibur vendió más de un millón de copias, y es el segundo juego más vendido del sistema. Además, ganó el E3 Game Critics Award de 1999 por "Best Fighting Game" y el 2000 Interactive Achievement Award por "Console Game of the Year".

### Retrospectiva
Soulcalibur fue nombrado mejor juego de Dreamcast por Game Informer. En 2009, IGN clasificó a Soulcalibur como el quinto mejor juego de Dreamcast, mientras que ScrewAttack lo clasificó sexto. GamesRadar llamó a Soulcalibur el mejor juego de Dreamcast de todos los tiempos en su lista. En 2005, GameSpot clasificó a Soulcalibur como el sexto mejor título de lanzamiento hasta ahora, llamándolo "no solo uno de los mejores juegos de lanzamiento o uno de los mejores de lucha, sino uno de los mejores juegos de la historia".
Además, a menudo se lo considera uno de los mejores juegos en todas las plataformas, incluyendo:
- Game Informer (2001): "Los 100 mejores juegos de todos los tiempos" (74.º lugar).[27]
- IGN (2003): "Top 100 Games" (38.º lugar).[28]

- Retro Gamer (2004): "Top 100 Games" (75.º lugar).[29]
- IGN (2005): "Top 100 Games" (lugar 43.º).[30]

- IGN (2006): "La elección de los lectores Los 100 mejores juegos de la historia" (sexto lugar).[31]

- Electronic Gaming Monthly (2006): "Los mejores 200 videojuegos de su tiempo" (22º lugar).[32]

- ScrewAttack (2007): "Top Ten Fighting Games" (séptimo lugar).[33]

- Cinema Blend (2008): "Los 10 mejores juegos de lucha de todos los tiempos" (cuarto lugar).[34]

- UGO.com (2010): "Top 25 juegos de lucha de todos los tiempos" (segundo lugar).[35]

- Complex (2011): "Los 50 mejores juegos de lucha de todos los tiempos" (quinto lugar).[36]